# 川岸殴魚
川岸 殴魚（かわぎし おうぎょ）は、日本のライトノベル作家である。三重県出身。
早稲田大学教育学部理学科生物専修卒業。在学中は寄席演芸研究会に所属しており、THE GEESEの高佐一慈とともに活動していた。『邪神大沼』（刊行時『やむなく覚醒!! 邪神大沼』に改題）で第3回小学館ライトノベル大賞の審査員特別賞を受賞し、2009年にデビュー。応募時のペンネームは相内佑。

## 作品

### 小説
- 邪神大沼（『ガガガ文庫』、イラスト：Ixy、全8巻）
- 人生（『ガガガ文庫』、イラスト：ななせめるち、全12巻〈本編10巻、短編2巻〉）
- 勇者と勇者と勇者と勇者（『ガガガ文庫』、イラスト：すまき俊悟、全5巻）

1. ISBN 978-4-09-451578-7（2015年10月）
2. ISBN 978-4-09-451603-6（2016年3月）
3. ISBN 978-4-09-451629-6（2016年8月）
4. ISBN 978-4-09-451650-0（2016年12月）
5. ISBN 978-4-09-451686-9（2017年7月）

- いせたべ 〜日本大好き異世界王女、求婚からの食べ歩き〜（『カドカワBOOKS』、イラスト：堀泉インコ、全1巻）

1. ISBN 978-4-04-072109-5（2016年11月）

- 編集長殺し（『ガガガ文庫』、イラスト：クロ、全5巻）

1. ISBN 978-4-09-451714-9（2017年12月）
2. ISBN 978-4-09-451730-9（2018年4月）
3. ISBN 978-4-09-451750-7（2018年8月）
4. ISBN 978-4-09-451769-9（2018年12月）
5. ISBN 978-4-09-451787-3（2019年4月）

- 「キミ、どこ住み？ え、俺は空中要塞住みだけど」（『MF文庫J』、イラスト：桝石きのと、世界観イラスト、わいっしゅ、全1巻）

1. ISBN 978-4-04-065792-9（2019年6月）

- 呪剣の姫のオーバーキル 〜とっくにライフは零なのに〜（『ガガガ文庫』、イラスト：so品、全4巻）

1. ISBN 978-4-09-451869-6（2020年9月）
2. ISBN 978-4-09-451888-7（2021年2月）
3. ISBN 978-4-09-453020-9（2021年8月）
4. ISBN 978-4-09-453067-4（2022年5月）

- シスターと触手 邪眼の聖女と不適切な魔女（『ガガガ文庫』、イラスト：七原冬雪、既刊1巻）

1. ISBN 978-4-09-453188-6（2024年4月）

アンソロジー所収
- やはり俺の青春ラブコメはまちがっている。アンソロジー3（原作：渡航、ガガガ文庫） - 「こう見えて、由比ケ浜サブレは賢い。」を収録
- やはり俺の青春ラブコメはまちがっている。アンソロジー4（原作：渡航、ガガガ文庫） - 「案外、葉山隼人の気の迷いは長い。」を収録

### ゲーム
- Link!Like!ラブライブ! （With×MEETS運営、更伊俊介らと担当）

### アニメ
- ラノベアニメ『ファムファタル育成計画』（脚本）